# Juan Rodolfo Sánchez Gómez
Juan Rodolfo Sánchez Gómez (Toluca de Lerdo, Estado de México; 24 de julio de 1971) es un político y maestro mexicano,  presidente municipal de Toluca desde el 1 de enero de 2019. Ejerce la docencia de manera ininterrumpida en diversas universidades e instituciones de educación superior desde hace  veinte años y ha sido socio fundador y miembro de diversas organizaciones de asistencia privada, académicas, empresariales y religiosas.

## Orígenes y estudios
Nació en Toluca, Estado de México. Realizó sus estudios de licenciatura en derecho en la Universidad Autónoma del Estado de México, de historia y una maestría de filosofía en la Universidad Iberoamericana. Ha sido profesor de diversas disciplinas de la Filosofía del Derecho, Filosofía Política, así como de Derecho Constitucional en la Universidad Autónoma del Estado de México y en el Tecnológico de Monterrey, comenzando su labor docente en mil novecientos noventa y dos.

## Carrera profesional
Desde 1992 inició su carrera como consultor jurídico de diversas empresas del Valle de Toluca. En el año de 1994 obtuvo su primer crédito con el que inició una empresa procesadora de maderas, y en 1996 comenzó su trayectoria como productor agropecuario y ganadero. Actualmente es uno de los productores más grandes de avena forrajera y alfalfa en el Valle de Toluca. Es productor de ganado vacuno y caballar, encabezando la primera yeguada en México orientada a la recuperación del antiguo caballo criollo del país. Desde hace años se dedica al desarrollo de vivienda residencial media.

## Participación social
Fue socio y ocupó cargos directivos a nivel local y nacional de la Asociación Católica de la Juventud Mexicana. Cuando era estudiante universitario, fue dirigente del Movimiento de Estudiantes y Profesionistas en Toluca. En el año de 1992, fue miembro y director fundador de la Unión Social de Empresarios de México Valle de Toluca, A.C. en la ciudad de Toluca, al lado de diversos y reconocidos empresarios de esa ciudad. Es miembro fundador del Banco de Alimentos Cáritas de la Ciudad de Toluca , miembro del consejo fundador de la Sociedad de Exalumnos de la Universidad Iberoamericana en el Valle Toluca Atlacomulco y actualmente preside el patronato del Centro de Integración Juvenil del Valle de Toluca que colabora anualmente con decenas de miles de personas en el tratamiento de adicciones.

## Participación política
Participó como voluntario en la campaña de Manuel Clouthier en 1988 y en la municipal del PAN de 1993. Se hizo miembro adherente del Partido Acción Nacional en 1989 y es miembro activo de ese instituto político desde el año 2004. En el año de 1998, junto a otros empresarios, fundó Amigos de Vicente Fox en el valle de Toluca para respaldar al entonces precandidato de Acción Nacional a la presidencia de la república, Vicente Fox Quesada. Ha contendido como candidato de mayoría en cuatro campañas políticas. Coordinó exitosamente la campaña municipal, la distrital local y la distrital federal de Metepec, México en el dos mil. Ese mismo año fue elegido diputado federal suplente. Se desempeñó como secretario del Ayuntamiento de Toluca hasta el año dos mil dos. Electo diputado local por el primer distrito del Estado de México en el año dos mil tres, fue designado coordinador del grupo parlamentario del Partido Acción Nacional en el Estado de México en la quincuagésima quinta legislatura, en la que fue elegido por unanimidad Presidente de la Gran Comisión, Presidente de la Junta de Coordinación Política y Presidente del Congreso del Estado.

### Diputado local
Como diputado local, coordinó e impulsó la reforma de la Ley Orgánica del Poder Legislativo, cumplimentando su única promesa de campaña: la desaparición de la Gran Comisión después de ciento ochenta años de existencia, con el fin de construir condiciones de mayor representatividad y equidad al interior del congreso del estado, creándose la Junta de Coordinación Política; fue aprobada la creación de la Ley de Transparencia y del instituto respectivo; la desaparición de la Contaduría General de Glosa y la creación del Órgano Superior de Fiscalización; la reforma del Instituto Electoral del Estado de México, así como la nueva integración del consejo del instituto, considerado el más independiente de los últimos años, así como la implantación de los juicios orales en el sistema judicial del estado. Todas estas iniciativas formaron parte de la agenda legislativa, promovida por el grupo parlamentario del Partido Acción Nacional en esa legislatura.

### Presidente Municipal de Toluca
En el año 2006 ganó la elección que lo convirtió en uno de los alcaldes más jóvenes de la ciudad de Toluca, con la votación más alta registrada en una elección municipal para el Partido Acción Nacional en ese municipio. Entre sus acciones, destacan las obras de mejoramiento del centro histórico de Toluca, que implicaron la recuperación de espacios públicos, la creación de museos gracias a la inversión del Grupo Modelo como el Museo de Ciencia e Industria (MUMCI), el remozamiento de templos y edificios históricos, la creación y rehabilitación de plazas y monumentos, la iluminación escénica de sitios de valor histórico o monumental, así como el mejoramiento de áreas para peatones, personas con capacidades diferentes y vehículos, así como infraestructura vial, puentes vehiculares y peatonales en las zonas periféricas del centro de la ciudad; la extensa rehabilitación de buena parte de la infraestructura hidráulica y sanitaria de la zona urbana; la reforestación con el récord nacional de árboles plantados por una gestión municipal, prosperando a la fecha tres millones y medio de poco más de cinco millones de árboles sembrados en la falda norte del nevado de Toluca o Xinantécatl, lo que permitió al municipio de Toluca concursar por el Premio Nacional del Medio Ambiente; la creación de la Orquesta Filarmónica de Toluca, dirigida desde entonces por el maestro Gerardo Urbán, así como la que fue, quizá, la acción más reconocida por la sociedad toluqueña y que permitió a la gestión municipal recibir del Congreso del Estado por el impacto político, económico y social, el primer lugar del Premio Estatal de Políticas Públicas, calificado por académicos de las instituciones más reconocidas de educación superior en la entidad, entre los municipios más poblados, consistente en la reubicación de veintiocho mil comerciantes informales de una zona semicéntrica, a su nueva ubicación periférica, fuera del casco urbano, resolviendo un problema de casi cuarenta años de existencia. El operativo fue calificado en términos de libertades y respeto a la integridad de las personas como impecable por la Comisión de Derechos Humanos del Estado de México.

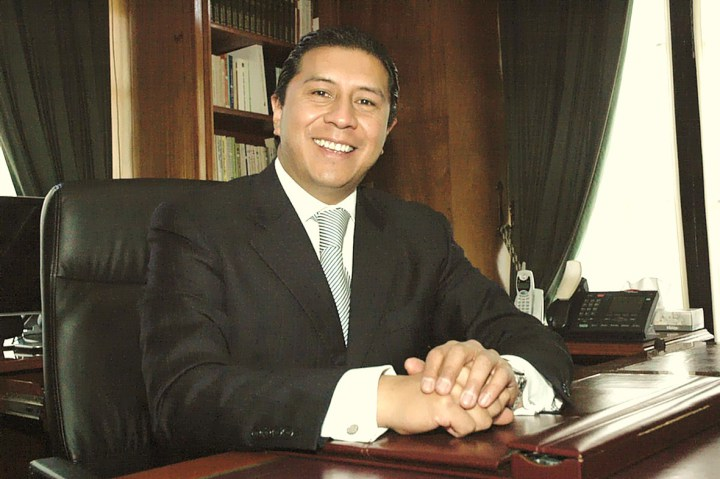
Presidente Municipal de Toluca 2006-2009

Declinó al final de su gestión encabezar una candidatura a una diputación federal, con el fin de terminar su período y concluir todas las acciones y obras de su gobierno, siendo en décadas el único alcalde de Toluca en terminar sin interrupciones ni licencias su periodo. Uno de los principales medios escritos de la ciudad y el más antiguo en circulación, El Sol de Toluca, constantemente criticó la gestión de Sánchez Gómez, en voz de su director general, el periodista Rafael Vilchis Gil de Arévalo, calificó al alcalde que terminaba en la columna editorial del director el día en que se celebró el cambio de administración, como uno de los tres mejores alcaldes en los últimos sesenta años en la vida de Toluca, al lado de los presidentes Felipe Chávez (1950-1956 y 1958-1961) y Alfonso Gómez de Orozco (1967-1970).
Contendió nuevamente como candidato a presidente municipal en el año 2015, en una elección que además de ser la primera en ser cuestionada ante tribunales en la historia de Toluca, derivó en una serie de impugnaciones legales y actos masivos de protesta, después de que el día de la elección se “cayera” el sistema estando arriba en las preferencia por más de nueve puntos, aplazándose con ello el conteo de los votos e incluso la entrega respectiva de la constancia de mayoría. Al final, el triunfo le fue dado al candidato de la alianza PRI, Nueva Alianza y Partido Verde.
El corolario de su actividad administrativa municipal tristemente se dio con el final de su último encargo con problemas de nómina con los empleados especialmente de los servicios generales un alto número de despidos y la falta de pago por meses después de la elección de junio del 2022 a trabajadores de limpia que culminó con manifestaciones descargando la basura del día sobre paseo Matlazincas.

## Otras áreas de interés en su trayectoria
Formó parte del equipo de salto hípico de la Universidad Autónoma del Estado de México, practicando las artes ecuestres de manera ininterrumpida desde hace veinticinco años, complementando este deporte con otras actividades y quehaceres como la investigación histórica en cuatro líneas de investigación: la conquista de México, la guerra americana y la pérdida de los antiguos territorios del norte, la guerra de Reforma y el periodo de la persecución religiosa y la guerra cristera. Esta última línea de investigación lo ha llevado a archivos y sitios de valor documental, al encuentro con muchos actores y testigos de la persecución religiosa y la Cristiada, y a la ejecución de diversos trabajos que le permitieron, por citar un ejemplo, identificar, exhumar y entregar a familiares y antiguos soldados cristeros los restos del general Enrique Gorostieta Velarde, reconstruyendo las rutas de su quehacer militar, así como de otros guerreros de la época. En torno a este interés temático, Juan Rodolfo Sánchez Gómez fungió con otros empresarios como coproductor del filme épico Cristiada, considerado la primera gran superproducción cinematográfica de México, la de mayor costo e impacto en la historia del cine mexicano. Respecto a la guerra americana y la pérdida de los antiguos territorios del norte de México, actualmente prepara una secuencia en texto y fotografía, producto de un largo proceso de investigación, que lo llevó a las ciudades, pueblos, villas, haciendas, ranchos, misiones, presidios, asentamientos indígenas y parajes del antiguo norte del país, atravesando en diversas etapas los viejos territorios que hoy forman parte del sur de Estados Unidos, así como los desiertos de la región norte de Sonora y sur de Arizona, toda la sierra Tarahumara, el enorme desierto de Chihuahua-Coahuila-Texas, una de las reservas salvajes más grandes del mundo hoy día, y otros parajes de alto valor histórico, etnológico y natural. Considera la guerra de Reforma como un momento clave en el proceso de la organización política, mitohistórica y administrativa de México, por lo que actualmente se encuentra en el proceso de acopio de material con el fin de ofrecer algunas reflexiones y puntos de vista alternativos a las versiones más conocidas de esa etapa histórica. En el terreno de la filosofía se interesa específicamente por la filosofía política y la filosofía del derecho.

## Trayectoria
Ha sido productor agrícola y ganadero. Es catedrático de la Facultad de Derecho de la UAEM y lo fue también de la Universidad Terranova. En los últimos años se ha dedicado al trabajo académico y a la colaboración en proyectos empresariales y cinematográficos.
La carrera política de Juan Rodolfo Sánchez Gómez se ha desarrollado en el Partido Acción Nacional (PAN). En el año 1999 se involucró en la campaña de José Luis Durán rumbo a la elección de Gobernador en el Estado de México. En el año 2000 coordinó con gran éxito la campaña con la que el Ingeniero Marcos Álvarez Malo Bustamante obtuvo la presidencia municipal de Metepec.
Posteriormente fue secretario del Ayuntamiento de Toluca durante la administración 2000-2003, en este periodo fue también diputado federal suplente. En el 2003 resultó elegido como diputado por el Distrito I del Estado de México con sede en Toluca, se le designó como coordinador del Grupo Parlamentario del PAN en la LV Legislatura. Le correspondió ser el último Presidente de la Gran Comisión del Congreso del Estado de México y el primero de la Junta de Coordinación Política de esta Cámara de Diputados y finalmente, Presidente de la LV Legislatura Estatal.
En el año 2006 obtuvo el triunfo en las elecciones por la Presidencia Municipal de Toluca. Durante su administración destaca la reubicación de 22 mil comerciantes del Tianguis del Mercado Juárez en las inmediaciones de la Terminal de Toluca hacia un predio ubicado en la carretera Toluca – Palmillas en la colonia Aviación Autopan, mejorando la calidad de vida de los colonos de la zona, agilizando la vialidad de toda la ciudad y detonando la actividad económica de la zona norte del municipio.
Esta acción le mereció a Toluca el reconocimiento por parte de la LVI Legislatura del Estado de México con el Primer Lugar en Políticas Públicas, distintivo que se otorga a los gobiernos que impulsan acciones benéficas de gran impacto, determinantes para el cambio positivo de la vida de los ciudadanos. haberlas obtenido de una fuente que las publicó de forma explícita bajo una licencia compatible con la CC BY-SA o en el dominio público.
La administración de Juan Rodolfo Sánchez Gómez realizó la mayor inversión en seguridad pública en Toluca de las últimas décadas. Se adquirieron más de 200 patrullas y se incrementó el cuerpo de seguridad que pasó de 370 a más de mil cien policías con turnos de ocho horas, se compró armamento y se capacitó a los elementos con la profesionalización de su servicio en la Academia de Policía en Toluca. 
Estas acciones se encaminaron a una estrategia que garantizaba la presencia de elementos de seguridad dedicados a la vigilancia de cada colonia y sector del municipio, las 24 horas y los 365 días del año garantizando a las familias el auxilio cercano y oportuno de los policías, inhibiendo así la comisión de hechos delictivos.
Promover el desarrollo económico del municipio fue prioridad para la administración 2006 - 2009, muestra de ello es la certificación de la colocación de 40 mil personas de a través del Servicio Municipal de Empleo, cifra récord para una administración municipal que actuó de manera solidaria y responsable a favor de la economía de las familias de Toluca. También se reactivó la actividad económica del centro de la ciudad con eventos como las ventas nocturnas de fin de año, la promoción de eventos artísticos y culturales entre ellos “Festiva Toluca”, que con la presentación de artistas nacionales e internacionales, congregó en la plaza de los mártires a más de 400 mil personas.
En obra pública, destacan la construcción del puente Vicente Guerrero que brinda un cruce seguro a cientos de estudiantes universitarios; la planeación del puente de la intersección de paseo Tollocan y Venustiano Carranza, obras de pavimentación y reencarpetamiento en las calles evitando los molestos baches para la ciudadanía. 
Se realizó el cambio la tubería de agua potable de todo el centro de la ciudad que tenía más de 50 años de antigüedad, garantizando con ello el abasto oportuno de agua y la prevención de fugas. Se instaló el drenaje profundo de la avenida Comonfort evitando con ello las molestas inundaciones. 
Se recuperó la imagen de parques, jardines y plazas públicas como el parque Zaragoza, la plaza España, la plaza Ángel María Garibay, la Alameda y el parque Vicente Guerrero, retirando obstáculos visuales para hacerlos más seguros. En las delegaciones municipales, se amplió la red de alumbrado público y de agua potable.
Como iniciativas de protección a la flora y fauna local, se plantaron más 36 mil árboles en la capital mexiquense y un millón más en la zona del Nevado de Toluca.

## Candidato a presidente municipal de Toluca
Juan Rodolfo Sánchez Gómez renunció a la posibilidad de elegirse como diputado federal y prefirió concluir el encargo que como alcalde de Toluca le había conferido la ciudadanía. En 2015 fue elegido candidato del Partido Acción Nacional a la Presidencia Municipal de Toluca y contenderá en las próximas elecciones del 7 de junio.
Fue derrotado por Fernando Zamora Morales, candidato de la Coalición "De la Mano con la gente" 
  

En 2018, volvió a contender para la Alcaldía de esa localidad, incorporándose a las filas de MORENA, saliéndose del PAN en el 2017, resultando electo frente a su adversario de la Coalición Por Toluca al Frente, Gerardo Pliego Santana, y de su antiguo adversario, el priísta Fernando Zamora Morales; para el periodo 2019-2021.